# Stefano Fiore
Stefano Fiore (Cosenza, 1975. április 17. –) olasz válogatott labdarúgó. Jelenleg a Serie D-ben szereplő Cosenza csapatánál technikai edző.

## Pályafutása
Pályafutását szülővárosa csapatában a Cosenzaban kezdte 1992-ben. 11 mérkőzésen lépett pályára, mielőtt 1994-ben a Parmahoz került. Az 1995–1996-os szezont Padovaban töltötte, ahol 24 mérkőzésen kapott szerepelt és egy gólt szerzett. Következő állomása a ChievoVerona volt, ahol szintén csak egy idényt töltött. 1997-ben ismét a Parma játékosa lett. Két idényt húzott le a sárga-kékeknél. Ezalatt sikerült megnyernie az egyik legrangosabb európai trófeát az UEFA-kupát 1999-ben.
1999 nyarán az Udinese igazolta le. Egy évre rá bemutatkozhatott az olasz labdarúgó-válogatottban is. Tagja volt a 2000-es Európa-bajnokságon ezüstérmet szerző nemzeti csapat keretének. A tornán jó teljesítményt nyújtott, a Belgium ellen 2–0-ra megnyert összecsapáson még gólt is szerzett.
2001 júniusában az ekkor nagy terveket szövögető Laziohoz szerződött. Alberto Zaccheroni a középpálya bal oldalán játszatta leginkább, így nem volt képes a legjobb formáját hozni. Emiatt nem került be a 2002-es világbajnokságra utazó olasz válogatott 23 fős keretébe.
2002-ben Zaccheroni távozott és helyére Roberto Mancini került. Mancini már leginkább a középpálya közepén játszatta Fioret. 2004-ben sikerült megnyernie a Lazioval a Coppa Italiát. Meggyőző teljesítményének köszönhetően Giovanni Trapattoni beválogatta a 2004-es portugáliai Európa-bajnokságra készülő válogatott keretébe.
A Laziotól 2004 nyarán távozott. Nem csak klubot, de országot is váltott. Spanyolországba a Valencia csapatába igazolt 6,6 millió € ellenében. Egészen 2007-ig volt a valencia játékosa, de ez idő alatt több alkalommal is kölcsönben szerepelt. A 2005–2006-os idényben a Fiorentinaban szerepelt. 38 mérkőzésen 6 gólt szerzett. 2006-ban a Torino, 2007-ben pedig a Livornot segítette. Első livornoi mérkőzését 2007. február 11-én játszotta a Milan ellen.
2007 nyarán a Serie Bben szereplő Mantova-hoz igazolt egy évre. A 2008–2009-es szezonban nem játszott egyetlen mérkőzést sem. 2009-ben visszatért legelső csapatához Cosenzahoz, ahol 2011-ben fejezte be aktív játékos pályafutását.

## Válogatottban szerzett góljai
| #  | Dátum             | Helyszín          | Ellenfél  | Eredmény | Végeredmény | Kiírás     |
| -- | ----------------- | ----------------- | --------- | -------- | ----------- | ---------- |
| 1. | 2000. június 14.  | Brüsszel, Belgium | Belgium   | 0–2      | Gy          | Euro 2000  |
| 2. | 2001. február 18. | Róma, Olaszország | Argentína | 1–2      | V           | Barátságos |

## Sikerei, díjai
Parma
- UEFA-kupa
  - Győztes: 1994–95, 1998–99
- Coppa Italia
  - Győztes: 1999

Lazio
- Coppa Italia
  - Győztes: 2004

Valencia
- UEFA-szuperkupa
  - Győztes: 2004

Olasz válogatott
- Európa-bajnokság
  - Döntős: 2000

## Külső hivatkozások
- Stefano Fiore's record of achievements
- Player profile on TuttoMantova.it (olaszul)